# Dobje (Gorenja vas – Poljane, Slovenija)
Dobje je naselje u slovenskoj Općini Gorenjoj vasi - Poljane. Dobje se nalazi u pokrajini Gorenjskoj i statističkoj regiji Gorenjskoj. 

## Stanovništvo
Prema popisu stanovništva iz 2002. godine naselje je imalo 71 stanovnika.